# Faloodeh
Il faloodeh (in persiano فالوده‎, fālūde) o paloodeh (in persiano پالوده‎, pālūde) è un dolce iraniano. simile a un sorbetto a base di noodle di amido, sciroppo di zucchero e acqua di rose semi-congelato e ingredienti a piacere come succo di limetta, pistacchio, zafferano e miele. A volte, il dolce viene anche accompagnato con il bastani, un tradizionale gelato persiano.

## Etimologia e storia
La parola persiana paloodeh deriva dal verbo paloodan (in persiano پالودن‎), che significa "raffinare". Il lemma faloodeh è una forma arabizzata di paloodeh che iniziò ad essere usata in seguito alla conquista islamica della Persia in quanto il fonema /p/ manca nella lingua araba. Tra il XVI e il XVIII secolo, i Moghul, che governarono l'Asia meridionale, idearono un derivato del faloodeh che prende il nome di falooda.